# 431 Nephele
A 431 Nephele (ideiglenes jelöléssel 1897 DN) a Naprendszer kisbolygóövében található aszteroida. Auguste Charlois fedezte fel 1897. december 18-án.